# Valla (Zweden)
Valla is een plaats in de gemeente Katrineholm in het landschap Södermanland en de provincie Södermanlands län in Zweden. De plaats heeft 1584 inwoners (2005) en een oppervlakte van 134 hectare.

## Verkeer en vervoer
Bij de plaats loopt de Riksväg 55/Riksväg 57.
Door de plaats loopt de spoorlijn Stockholm - Göteborg.